# Rimmen (Vester Hassing Sogn)
 For alternative betydninger, se Rimmen. (Se også artikler, som begynder med Rimmen)
Rimmen er et autoriseret stednavn for et landområde beliggende knap 1 km. sydvest for Vester Hassing i Aalborg Kommune. I området ligger 7 landejendomme. 